# 앤서니 블랙

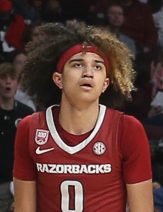

앤서니 블랙(Anthony Black, 2004년 1월 20일 ~ )은 전미 농구 협회(NBA) 올랜도 매직의 미국 프로 농구 선수이다. 아칸소 레이저백스에서 대학 농구를 했다. 5성급 신입 선수이자 2022년 클래스 최고의 선수 중 한 명이었다.

## 프로 경력
올랜도 매직은 2023년 NBA 드래프트에서 전체 6순위로 블랙을 선택했다.